# José Tavares de Miranda
José Tavares de Miranda (Vitória de Santo Antão, Pernambuco, 16 de novembro de 1916 — São Paulo, 20 de agosto de 1992), conhecido como Tavares de Miranda, foi um jornalista, escritor e colunista social, natural de Pernambuco e radicado em São Paulo, onde se projetou.

## Biografia
No fim dos anos 30, ao chegar em São Paulo, trabalhou por cinco anos, no jornal Diário da Noite, como repórter policial,  transferiu-se, posteriormente, para a Folha de S.Paulo, onde trabalhou por quarenta e dois anos, assinando a coluna social que o notabilizou.  Em São Paulo, também, concluiu seus estudos de Direito na Faculdade de Direito do  Largo de São Francisco.

Tavares de Miranda tornou-se uma lenda viva do jornalismo, ao longo desses 47 anos. Lançava novas expressões, gírias, moda, modismos, divulgava furos de reportagem, selecionava as mais elegantes de São Paulo, sua importância era equivalente a de Maneco Muller/Jacinto de Thormes e Ibrahim Sued na imprensa de São Paulo.
Tavares de Miranda foi membro da Academia Paulista de Letras, ocupando a Cadeira Nº 36, cujo patrono é Euclides da Cunha, e o
fundador, Raul Soares de Moura, teve como antecessores, Afonso d'Escragnolle Taunay e Sérgio Buarque de Holanda, e, como sucessores, Oracy Nogueira e Esther de Figueiredo Ferraz.

Foi   casado com  Emerentina   Lúcia   de Oliveira   Ribeiro,   dona   Nini, por   45   anos, e  teve   três   filhas. Sua atividade profissional o levou a constituir um eclético arco de amizades, Lygia Fagundes Telles, Miguel Reale, Giba Um, Hebe Camargo, Alik Kostakis, Erasmo Dias  e   Alice  Carta integravam seu circulo de amigos, entre muitas outras personalidades.

Tavares de Miranda nasceu em família católica, tornou-se ateu e comunista na juventude, e retornou ao seio do catolicismo, frequentava a missa todos os dias na Igreja de Santa Terezinha na capital paulista.

 Durante os anos 70, foi defensor contumaz da ditadura militar brasileira e de suas políticas e obras na sua coluna, que chegou a ocupar uma página inteira do jornal na época.
O Repórter Zé, como se denominava, era um apaixonado pela poesia,
escreveu seis livros de poesia, dois romances, dentre os quais O Nojo (1946), e um guia de etiqueta intitulado Boas Maneiras e Outras Maneiras.

Sua saída da  Folha, em 1986 (sua última coluna em seu nome foi publicada em 25 de março daquele ano pelo jornal), foi o culminar de um processo de transformação editorial que apontava para um colunismo mais contemporâneo, mais ágil, segundo a nova filosofia da direção, fato que o deixou muito deprimido. O jornalista faleceu aos 75 anos, em 20 de agosto de 1992.
A prefeitura de São Paulo homenageou Tavares de Miranda batizando uma rua com seu nome em 1993.